# Сверлильно-расточная группа станков

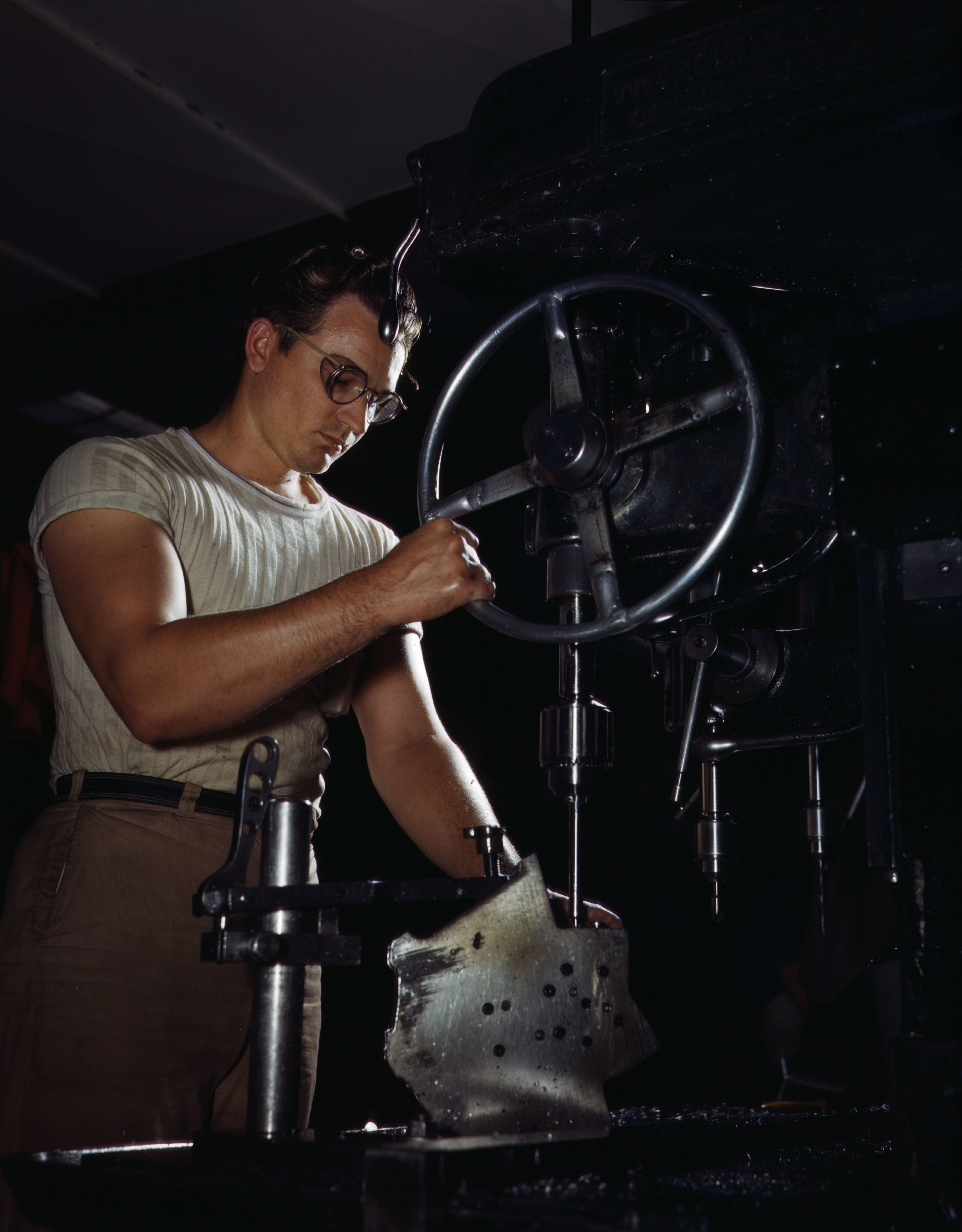
Работа на вертикально-сверлильном станке. США. 1942 год

Сверлильные станки — группа металлорежущих станков, предназначенных для получения сквозных и глухих отверстий в сплошном материале, для чистовой обработки, расточки (зенкерования, развёртывания) отверстий, образованных в заготовке каким-либо другим способом, для нарезания внутренних резьб, для зенкования торцовых поверхностей.

## Основные узлы сверлильных станков
- фундаментная плита;
- станина;
- коробка передач;
- шпиндель;
- коробка подач и механизм подачи;
- координатный стол.

## Классификация сверлильных станков
Сверлильные станки делятся на следующие типы:
- Вертикально-сверлильные     станки;
- Одношпиндельные     полуавтоматы;
- Многошпиндельные     полуавтоматы;
- Координатно-расточные     станки;
- Радиально-сверлильные     станки;
- Горизонтально-расточные;
- Алмазно-расточные;
- Горизонтально-сверлильные     станки.

### По способу управления
- с ручным управлением;
- полуавтоматическое;
- автоматическое (с применением ЧПУ).

## Основные типы сверлильно-расточных станков
- Вертикально-сверлильные одно- и многошпиндельные.
- Радиально-сверлильные.
- Горизонтально-сверлильные для глубокого сверления.
- Горизонтально-центровальные.

также: Станок на магнитном основании
В настоящее время, в связи с прогрессом в сфере механообработки, операции сверления все чаще выполняются на фрезерных или даже токарных станках. В связи с этим использование сверлильных станков существенно сократилось.